# Фермата 2015
Първият сезон на „Фермата“ в България връща 16 участници „100 години назад“ във времето, за да попаднат в изоставена ферма без ток, вода и канализация, която трябва да възстановят. Освен на помощта на Бай Георги, участниците разчитат най-вече на собствените си качества и на умението да работят в екип. Претендентите за наградата от 100 000 лева освен с индивидуалните си умения провокират зрителите и с личната си история.
Водещи са Иван Христов и Андрей Арнаудов. Стопанин на първата ферма е Георги Михайлов. Изпълнителни продуценти са bTV Studios, а консултанти Междинна станция. Снимките на първия сезон се реализират край село Своде до град Правец. Сезонът преминава под мотото „Фермата: 100 години назад“.
Делничните епизодите се излъчват от понеделник до четвъртък от 21:30 до 22:30 часа, а по-късно през ноември започват от 21:00 часа. Всяка неделя има по-дълъг епизод, в който от елиминационен дуел отпада по един от участниците в състезанието.

## Схема на сезона
| №  | Фермер на седмицата Имунитет | Ратаи                 | Елиминационен дуел        | Победител  | Отпаднал        | Други събития    |
| 1  | Веселин                      | Асен и Моника         | Асен с/у Александър       | Александър | Асен            | —                |
| 2  | Димитър                      | Райно и Альона        | Альона с/у Моника         | Альона     | Моника          | —                |
| 3  | Дони                         | Георги Цанов и Мария  | Мария с/у Янина           | Мария      | Янина           | —                |
| 4  | Мустафа                      | Веселин и Дони        | Веселин с/у Александър    | Веселин    | Александър      | —                |
| 5  | Асен                         | Мустафа и Альона      | Альона с/у Дони           | Альона     | Дони            | Втори шанс: Асен |
| 6  | Димитър                      | Георги Варсамов и Рая | Георги Варсамов с/у Райно | Райно      | Георги Варсамов | —                |
| 7  | Рая                          | Димитър и Мария       | Димитър с/у Георги Цанов  | Димитър    | Георги Цанов    | —                |
| 8  | Мустафа                      | Асен и Рая            | Асен с/у Веселин          | Веселин    | Асен            | —                |
| 9  | Димитър                      | Веселин и Мария       | Мария с/у Рая             | Рая        | Мария           | —                |
| 10 | Альона                       | Димитър и Нора        | Нора с/у Рая              | Нора       | Рая             | —                |
| 11 | Райно                        | Симеон и Альона       | Симеон с/у Веселин        | Симеон     | Веселин         | —                |
| 12 | Симеон                       | Мустафа и Нора        | Мустафа с/у Райно         | Райно      | Мустафа         | —                |
| 13 | Райно                        | Симеон и Альона       | Симеон с/у Димитър        | Симеон     | Димитър         | —                |

### Последна седмица
| Елиминационен дуел | Победител | Отпаднал |
| Альона с/у Нора    | Нора      | Альона   |

Отпадналите участници от „Фермата“ 1, избират чрез тайно гласуване първите двама, които отиват директно на финала – Райно Узунов и Симеон Найденов. Към тях се присъединява Нора Димитрова като победител от елиминационния дуел.

### Финал
| Участник        | Фермерски Вот | Финални Битки | Финални Битки | Финални Битки | Зрителски Вот | Общо Точки | Финал          |
| Райно Узунов    | 4 т.          | 9             | 9             | 5             | 84 %          | 111        | 🥇 Първо място |
| Нора Димитрова  | 2 т.          | 4             | 4             | 10            | 12 %          | 32         | 🥈 Второ място |
| Симеон Найденов | 6 т.          | 0             | 0             | 10            | 4 %           | 20         | 🥉 Трето място |

Три компонента определят победителя във „Фермата: 100 години назад“: Фермерски вот; Три финални битки; Зрителски вот.
Финалистът събрал най-много точки в края е победител в първия сезон на „Фермата“ в България.
- Фермерски вот: Гласуване на 12-те отпаднали участници от състезанието без Георги Варсамов. Разпределят се общо 12 точки, като 1 глас = 1 точка. – Симеон Найденов
- Финални битки: Първите две битки, първо място носи 9 точки, второ 4 точки, трето 0 точки. В трета битка се задават общо 7 въпроса. Верен отговор на въпрос от 1 до 6 = 2 точки за всеки финалист. Седмият бонус въпрос носи само 1 т.
- Битка №1: Доене на крава – Райно Узунов
- Битка №2: Хвърляне на брадва по мишена – Райно Узунов
- Битка №3: Алманах – Симеон Найденов, Нора Димитрова
- Зрителски вот: Разпределят се общо 100 точки между тримата финалисти, като 1 % = 1 точка от зрителската подкрепа. – Райно Узунов

Победителят от първи сезон е Райно Узунов, който печели със 111 точки, втора е Нора Димитрова с 32 т., трети е Симеон Найденов с 20 т.

### Участници
- Финално класиране:
- 1. Райно Узунов (50) (победител)
- 2. Нора Димитрова (24)
- 3. Симеон Найденов (33)
- 4. Альона Михайлова (32)
- 5. Димитър Господинов (33)
- 6. Мустафа Ликов (44)
- 7. Веселин Василев (54)
- 8. Рая Агонцева (19)
- 9. Мария Уайт (41)
- 10. Асен Митев (23)
- 11. Георги Цанов (30)
- 12. Георги Варсамов (36)
- 13. Дони Василева (44)
- 14. Александър Илиев (24)
- 15. Янина Драгиева (25)
- 16. Моника Мънкова (24)